# OTK Schwarz-Weiß 1922 im Sport Club Siemensstadt
Der OTK Schwarz-Weiß 1922 im Sport Club Siemensstadt e. V. ist der Name der Tanzsportabteilung des Sport Clubs Siemensstadt in Berlin. Hervorgegangen ist sie aus der Verschmelzung des Tanzsportvereins Schwarz-Weiß Berlin 1922 mit der Tanzsportabteilung des Sport Club Siemensstadt, dem Olympia Tanzklub, die zum 1. Januar 2004 durchgeführt wurde. 
Der Tanzsportverein Schwarz-Weiß Berlin wurde 1922 gegründet und gilt als der älteste Tanzsportverein Berlins. Der Olympia Tanzklub wurde am 27. Januar 1969 in der Tanzschule Brunner gegründet. Er gliederte sich am 1. Juni 1984 dem Sport Club Siemensstadt an. 
Der OTK Schwarz-Weiß 1922 im Sport Club Siemensstadt hat rund 500 Mitglieder und ist damit eine der größten Abteilungen im Sport Club Siemensstadt. Neben dem Turniertanzsport im Paar- und Formationstanzen bietet der Verein Jazz und Modern Dance, Breitensport und Kindertanzen. Der Verein verfügt über eine Standardformationen und zwei Lateinformationen, die zu Ligawettkämpfen antreten. Im Bereich Jazz und Modern Dance tritt der Verein ebenfalls mit zwei Mannschaften auf Wettkampfebene an, der Mannschaft „en Vogue“ (derzeit Regionalliga Nord Ost JMD) und der Mannschaft „InTakt“ (derzeit Landesliga Nord Ost JMD).

## Standardformationen

### A-Team

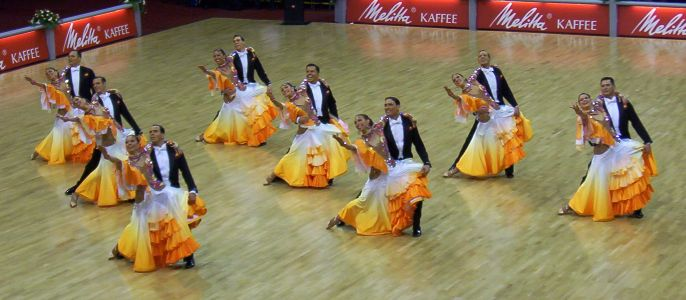
Die Standardformation bei der Deutschen Meisterschaft der Formationen 2008

Die Standard A-Team wurde 1987 gegründet. 1992 stieg das Team, das für die TSA Blau-Gelb im Post SV Berlin antrat, in die 2. Bundesliga Standard auf, 1995 folge der Aufstieg in die 1. Bundesliga Standard. 1997 stieg das Team nochmal in die 2. Bundesliga ab, schaffte aber den direkten Wiederaufstieg in die 1. Bundesliga.
Zur Saison 2003/04 startete die Formation der TSA Blau-Gelb im Post SV Berlin für die neugegründete Formationsgemeinschaft der Vereine Olympia TK TSA im SC Siemensstadt und Schwarz-Weiß Berlin 1922, seit der Saison 2004/05 nach dem Zusammenschluss der beiden Vereine dann für den OTK Schwarz-Weiß 1922 im Sport Club Siemensstadt.
Im Juli 2012 gab der Verein bekannt, mit dem A-Team in der Saison 2012/13 nicht mehr in der 1. Bundesliga Standard anzutreten. Trainiert wurde die Standardformation zuletzt von Horst Beer und Anja Thamm.
In der Saison 2012/13 trat der Verein mit einem aus dem bisherigen B-Team gebildeten neuen A-Team in der Regionalliga Nord Standard an. Die Mannschaft wurde zweiter der Liga und erreichte beim Aufstiegsturnier zur 2. Bundesliga Standard den 3. Platz. Nachdem Blau-Weiss Berlin Ende September 2013 sein A-Team aus dem Ligabetrieb zurückgezogen hatte, rückte das A-Team des OTK Schwarz-Weiß Berlin in die 2. Bundesliga Standard nach. Trainer der Mannschaft sind Ruwen Winde und Michael Wenger.

### Musikalische Themen
Musikalische Themen der Formation seit der Saison 1998/99 waren (bis zur Saison 2002/03 als TSA Blau-Gelb im Post SV Berlin):
- 1998/99: „The Bells of Notre Dame“
- 1999/00 und 2000/01: „The Magic of Blue“
- 2001/02, 2002/03 und 2003/04: „Anastasia“
- 2004/05 und 2005/06: „Zorro“
- 2006/07 und 2007/08: „Emotions“
- 2008/09 und 2009/10: „Elton John“
- 2010/11 und 2011/12: „MJ (Michael Jackson)“

#### Erfolge des Standard A-Teams
- 1994: 2. Platz bei den British Open in Blackpool
- 2003, 2004, 2006–2008: 3. Platz in der 1. Bundesliga
- 2003, 2006–2008: 3. Platz bei der Deutschen Meisterschaft
- 2007: 1. Platz beim Vier-Länderturnier in den Niederlanden
- 2007: 4. Platz bei der Europameisterschaft in Moldawien

### B-Team
Das B-Team geht seit der Saison 2008/09 in der Regionalliga Nord mit den folgenden musikalischen Themen an den Start:
- 2008/09 und 2009/10: „Anastasia“
- 2010/11 und 2011/12: „Fluch der Karibik“
- 2012/13 „Elton“

Trainiert wurde das B-Team von Melanie Ahl. Durch den Rückzug des A-Teams aus dem Ligabetrieb ging das B-Team in der Saison 2012/13 als A-Team in der Regionalliga Nord Standard an den Start. Seit der Saison 2013/14 startet neues B-Team in der Regionalliga Nord Standard. Trainer sind Ruwen Winde und Michael Wenger.

## Lateinformationen
Ein Latein-A-Team wurde im Herbst 2006 im OTK Schwarz-Weiß 1922 im Sport Club Siemensstadt gegründet. Bereits in der ersten Saison 2006/07 konnte das Team alle fünf Landesligaturniere gewinnen, wobei es im vierten Turnier einen geteilten 1. Platz gab. Im anschließenden Aufstiegsturnier erreichte das Team dann den 5. Platz. In der Saison 2007/08 konnte die Formation alle Ligaturniere klar gewinnen und ging in der Saison 2008/09 in der neuen zweigleisigen Oberliga Nord als Direktaufsteiger an den Start. In der Saison 2009/10 qualifizierte sich das Team mit dem 1. Platz der Liga für die Teilnahme am Aufstiegsturnier zur Regionalliga Nord Latein, das es auf dem 2. Platz abschloss und somit in die Regionalliga Nord Latein aufstieg. Ein neugegründetes B-Team ging seit der Saison 2009/10 in der Landesliga Nord Latein an den Start.
Die Lateinformationen des Vereins wurden 2011 aufgelöst. 
Trainer des A-Teams waren zuletzt Dennis Kukuk und Mario Melles, das B-Team wurde von Julia Nina Schäfer trainiert.